# Rio Tumiã (vattendrag i Brasilien)
Rio Tumiã är ett vattendrag i Brasilien.   Det ligger i delstaten Amazonas, i den västra delen av landet, 2 200 km väster om huvudstaden Brasília.
I omgivningarna runt Rio Tumiã växer i huvudsak städsegrön lövskog. Trakten runt Rio Tumiã är nära nog obefolkad, med mindre än två invånare per kvadratkilometer.